# Timarci
Timarci falu Horvátországban, a Sziszek-Monoszló megyében, közigazgatásilag Sunja községhez tartozik.

## Fekvése
Sziszek városától légvonalban 30, közúton 38 km-re délkeletre, községközpontjától 14 km-re délkeletre, a Sunja-mező nyugati szélén, a Sunjáról Hrvatska Dubicára menő főút és a Zágráb – Novszka vasútvonal közelében fekszik.

## Története
A török kiűzése után a 17. század végétől boszniai horvátokkal és szerbekkel betelepített falvak közé tartozik. A falu 1773-ban az első katonai felmérés térképén „Dorf Timarczy” néven szerepel. Lipszky János 1808-ban Budán kiadott repertóriumában „Timár” a neve.  Nagy Lajos 1829-ben kiadott művében ugyancsak „Timár” néven 32 házzal és 194 lakossal szerepel. A Petrinya központú második báni ezredhez tartozott. 1857-ben 332, 1910-ben 504 lakosa volt. A katonai közigazgatás megszüntetése után Zágráb vármegye részeként a Kostajnicai járáshoz tartozott. A délszláv háború előtt lakosságának 48%-a horvát, 46%-a szerb nemzetiségű volt. 1991. június 25-én a független Horvátország része lett. A délszláv háború idején szerb lakossága a szerb erőkhöz csatlakozott. A Krajinai Szerb Köztársasághoz tartozott. A falut 1995. augusztus 5-én a Vihar hadművelettel foglalta vissza a horvát hadsereg. A szerb lakosság többsége elmenekült. A településnek 2011-ben 119 lakosa volt, melynek 86%-a horvát, 14%-a szerb nemzetiségű volt.

## Népesség
| Lakosság változása | Lakosság változása | Lakosság változása | Lakosság változása | Lakosság változása | Lakosság változása | Lakosság változása | Lakosság változása | Lakosság változása | Lakosság változása | Lakosság változása | Lakosság változása | Lakosság változása | Lakosság változása | Lakosság változása | Lakosság változása |
| ------------------ | ------------------ | ------------------ | ------------------ | ------------------ | ------------------ | ------------------ | ------------------ | ------------------ | ------------------ | ------------------ | ------------------ | ------------------ | ------------------ | ------------------ | ------------------ |
| 1857               | 1869               | 1880               | 1890               | 1900               | 1910               | 1921               | 1931               | 1948               | 1953               | 1961               | 1971               | 1981               | 1991               | 2001               | 2011               |
| 332                | 424                | 435                | 446                | 467                | 504                | 502                | 590                | 566                | 556                | 497                | 467                | 391                | 366                | 177                | 119                |

## Nevezetességei
- Szent Demeter tiszteletére szentelt pravoszláv temploma 1742-ben épült. A fából készült épületet a II. világháború idején az usztasák szétbontották és anyagát ismeretlen helyre szállították. (Egy korabeli okirat szerint az iskola építéséhez használták fel.) Ma már csak a templom egykori helye látható a pravoszláv temetőtől kissé északra.

- Urunk mennybemenetele tiszteletére szentelt római katolikus kápolnáját a délszláv háború idején a falut megszálló szerb erők lerombolták. A háború után újjáépítették.